# Лікома
Ліко́ма (англ. Likoma) — селище, центральний населений пункт та адміністративний центр дистрикту Лікома Північного регіону Малаві.
Населення — 1323 особи (2018).